# Agrilus walsinghami
Agrilus walsinghami es una especie de insecto del género Agrilus, familia Buprestidae, orden Coleoptera.
Fue descrita científicamente por Crotch, 1873.